# Anna Széles

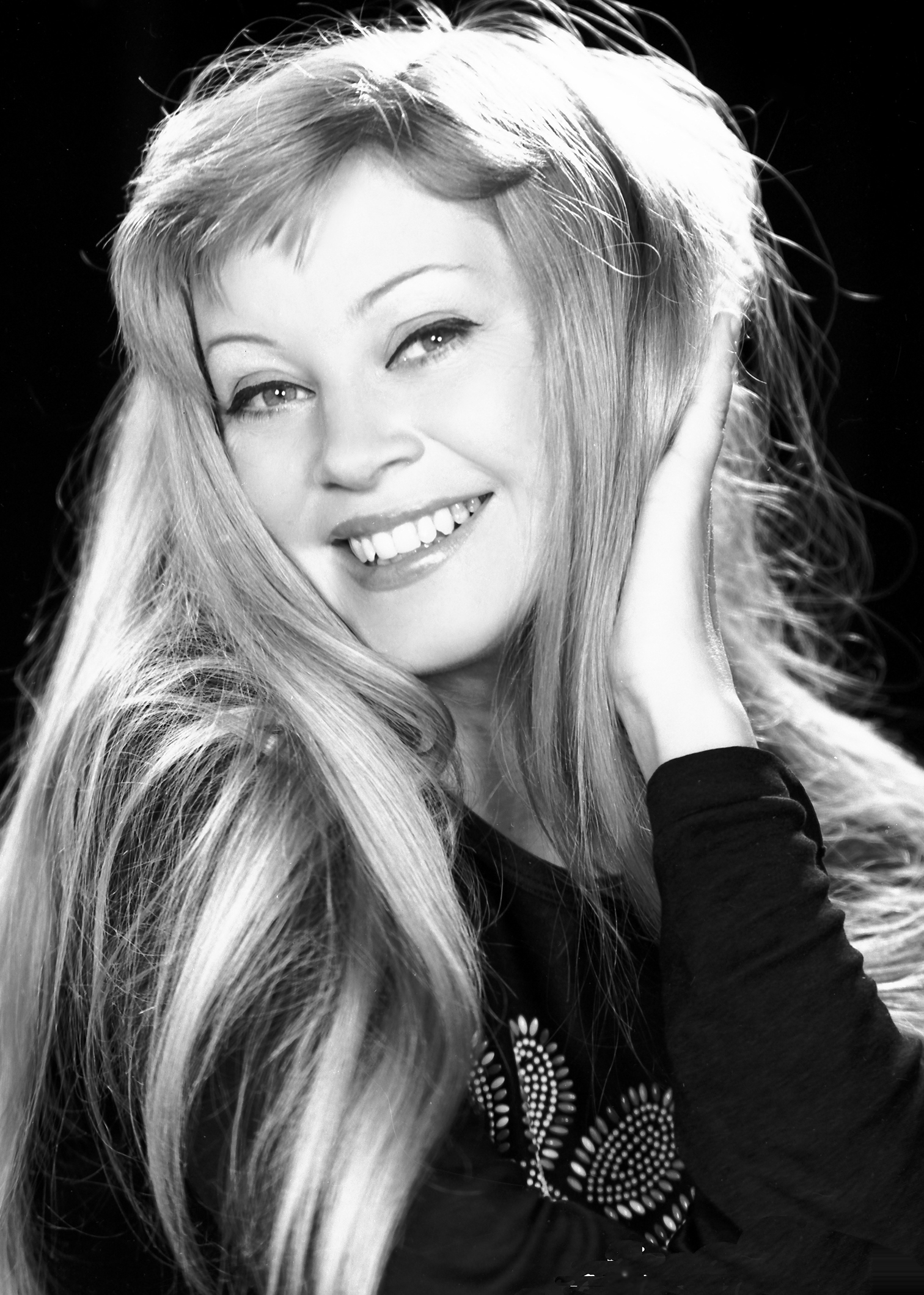
Anna Széles

Anna Széles (anhörenⓘ [ˈɒnɒ ˈse:lɛʃ], gelegentlich Ana Széles, * 24. August 1942 in Nagyvárad, Königreich Ungarn) ist eine ungarische Theater- und Filmschauspielerin aus Rumänien. Sie spielte in über 100 Film- und Bühnenrollen in Rumänien und Ungarn mit.

## Leben
Széles besuchte von 1961 bis 1965 die Akademie für Schauspielkunst in Târgu Mures und spielte nach ihrem Abschluss am ungarischen Staatstheater in Cluj. Ihr Filmdebüt hatte sie 1962 in La vârsta dragostei, dem ersten im Breitwandverfahren und in Farbe produzierten Film in Rumänien. Beim Casting für den Film lernte sie ihren späteren Ehemann Florin Piersic kennen, mit dem sie von 1975 bis 1985 verheiratet war. Der große Erfolg gelang ihr mit dem Kriegsdrama Der Wald der Gehenkten (Padurea spânzuratilor) 1965. Für ihre Rolle der Ilona gewann sie beim Nationalen Filmfestival in Mamaia den Preis für die beste Darstellerin. 1968 wird die Filmindustrie in Ungarn auf sie aufmerksam. Der Durchbruch gelingt ihr dort 1971 für ihre Rolle in Miklós Jancsós Film Agnus dei. Im gleichen Jahr wurde ihr der rumänische Kultur-Verdienst-Orden verliehen. Széles siedelte 1989 nach Ungarn über. Sie spielte fortan am Budapester Thália-Theater.

## Filmografie (Auswahl)
- 1963: Im Alter der Liebe (La vârsta dragostei)
- 1963: Urlaub am Schwarzen Meer (Vacanță la mare)
- 1965: Der Wald der Gehenkten (Padurea spânzuratilor)
- 1967: Verurteilte Liebe (Zodia Fecioarei)
- 1967: Ball am Samstagabend (Balul de sîmbata seara)
- 1969: Das Schloß hinterm Regenbogen (Tinerețe fără bătrînețe)
- 1970: Geplante Geschichten (Szép magyar komédia)
- 1971: Agnus dei (Égi bárány)
- 1975: Hier kommt keiner durch (Pe aici nu se trece)
- 1985: Die Silbermaske (Masca de argint)